# 石蚕叶绣线菊
石蚕叶绣线菊（学名：Spiraea chamaedryfolia），为蔷薇科绣线菊属下的一个种。

## 扩展阅读
維基物種上的相關：石蚕叶绣线菊